# Francesca Boscarelli
Francesca Boscarelli, née le 27 mai 1982 à Bénévent, est une escrimeuse italienne.

## Carrière
Souvent reléguée au second plan par la densité de l'équipe italienne à l'épée féminine, Boscarelli a peu d'opportunités de briller en grands championnats, et conserve tout au long de sa carrière un classement modeste. Elle ne se qualifie pour les championnats d'Europe et du monde qu'en 2007. Malgré de bonnes performances individuelles (elle prend la sixième place des championnats du monde) et par équipes (médaille d'or aux d'Europe), elle ne se qualifie pas dans l'équipe d'Italie aux éditions suivantes des championnats du monde, mais remporte une nouvelle médaille aux championnats d'Europe 2008 (bronze par équipes).
En coupe du monde, Boscarelli décroche son premier podium en 2010 à Montréal. C'est au cours de la coupe du monde d'escrime 2014-2015 qu'elle décroche sa plus prestigieuse victoire, au Grand Prix de Rio de Janeiro. 

## Palmarès
- Championnats d'Europe d'escrime
  -  Médaille d'or par équipes aux championnats d'Europe d'escrime 2007 à Gand
  -  Médaille de bronze par équipes aux championnats d'Europe d'escrime 2008 à Kiev

### Autres tournois
- Vainqueur 2015 au Tournoi de Rio